# ティニエブラス
ティニエブラス（Tinieblas、本名：Manuel Leal Navarro、1939年6月8日 - ）は、メキシコの覆面レスラー。メキシコシティ出身。
"Tinieblas" とはスペイン語で "Darkness" を意味し、その名の通り、顔の全面が黒いメッシュで覆われた覆面を被って活躍。日本では「暗黒仮面」なる異名が付けられた。実子はティニエブラス・ジュニア。

## 来歴
レスリングやボディビル、スタントマンを経験したのち、メキシコのルチャ漫画のキャラクターをそのままギミックに取り入れ、1971年8月20日にデビュー（プロレスラーとしてのデビュー年は諸説あり、1965年または1966年ともされる）。
メキシコのマット界では異色の大型選手で、1974年9月にエル・レオン・ティニエブラス（El León Tinieblas）のリングネームで新日本プロレスに初来日した際も、アントニオ猪木や坂口征二とシングルマッチを行っている。来日時は、外国人選手のエース格だったニコリ・ボルコフのタッグパートナーにも起用された。
1975年にEMLLからUWA / LLIに移籍。本国メキシコではタイトル戦線に絡むことのない別格扱いのスターだったが、1978年にグアテマラにて世界ジュニアヘビー級王座を獲得した。一時プロレスを廃業し、俳優として映画界で活動していた時期もあったが、後に復帰。
1987年1月31日にはアメリカのロサンゼルスにてWWA世界ヘビー級王座を獲得、8月にスペル・ハルコンに敗れるまでタイトルを保持した。同年10月25日にはカネックの持つUWA世界ヘビー級王座に挑戦したが奪取には至らず、メキシコ国内でのタイトル戴冠は果たせなかった。
1991年10月、W★INGプロモーションに息子のティニエブラス・ジュニアと共に来日。翌1992年5月にはロサンゼルスで行われたFMWの興行に出場した。
1992年からはAAAを活動の拠点とし、2000年代からはIWRGなどのインディー団体に参戦した。
マスコット（ミニ・エストレージャ）にアルーシェ（ケモニート）を連れていた。

## 得意技
- ベアハッグ[1]
- プランチャ[1]
- ゴリー・スペシャル[2]

## 獲得タイトル
WWA
- WWA世界ヘビー級王座 : 1回[7]

その他
- グアテマラ世界ジュニアヘビー級王座 : 1回[4]